# Nelson Saúte

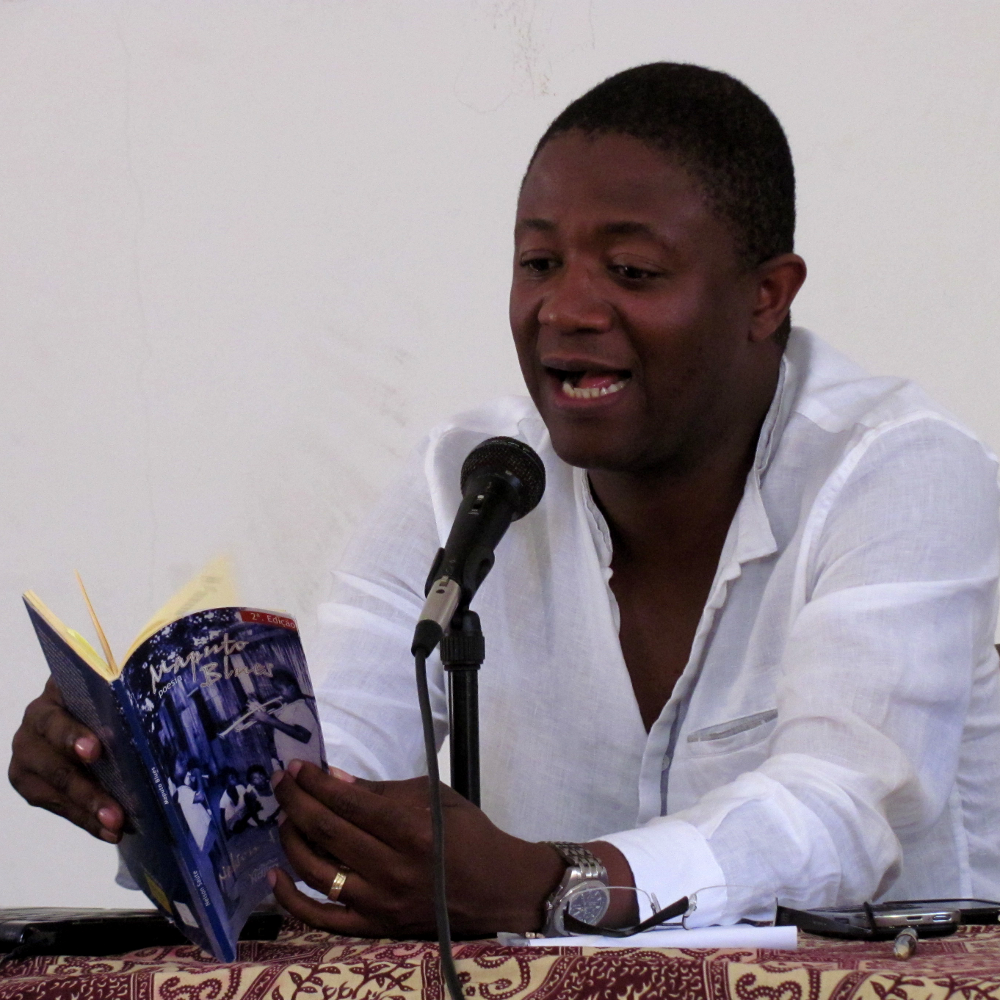
Nelson Saúte (2011)

Nelson Saúte (* 26. Februar 1967 in Maputo) ist ein mosambikanischer Schriftsteller und Professor für Kommunikationswissenschaft.
Am Beginn seiner beruflichen Laufbahn arbeitete er in Mosambik für die Zeitschrift Tempo und die Zeitung Notícias sowie für Rádio Moçambique und das staatliche Fernsehen Televisão de Moçambique. Er absolvierte ein Studium der Kommunikationswissenschaft in Lissabon und wurde Redakteur der Zeitungen Jornal de Letras und Público.

## Schriften
- Antologia da Nova Poesia Moçambicana: 1975-1988. Mit Fátima Mendonça. Maputo, Associação de Escritores Moçambicanos, 1989. (Anthologie mosambikanischer Poesie)
- A Ilha e Moçambique pela voz dos poetas. Mit António Sopa. Lisboa, Edições 70, 1992.
- O apóstolo da desgraça. Lisboa, Publicações Dom Quixote, 1996. (Geschichten)
- Os Narradores da Sobrevivência. Lisboa, Publicações Dom Quixote, 2000. (Roman)
- As Mãos dos Pretos. Lisboa, Publicações Dom Quixote, 2001. (Anthologie mosambikanischer Geschichten). Die Titelgeschichte ist ein Werk des mosambikanischen Schriftstellers Luís Bernardo Honwana.
- O Homem que não Podia Olhar para Trás. São Paulo, Língua Geral, 2006 (Kinderbuch)
- Rio dos Bons Sinais. São Paulo, Língua Geral, 2007. (Geschichten)